# CBCラジオ虎の穴
『CBCラジオ虎の穴』（シービーシーラジオとらのあな）は、CBCラジオで放送されていたラジオ番組。2013年9月30日から2014年3月28日まで放送された。

## 概要
名古屋おもてなし武将隊、三遊亭歌武蔵が今日のCBCラジオで放送された番組を振り返るラジオ番組。

## パーソナリティー
- 名古屋おもてなし武将隊（毎週月曜日 - 木曜日）
- 三遊亭歌武蔵（毎週金曜日）

## 放送時間
- 毎週月曜日 - 金曜日 21:00 - 21:25

## コーナー紹介
- トークの達人のコーナー（月曜日 - 多田しげおの気分爽快!!朝からP・O・N、火曜日 - つボイノリオの聞けば聞くほど、水曜日 - 丹野みどりのよりどりっ!、木曜日 - 北野誠のズバリ）
- ぼやき川柳
- お便りコーナー